# Abdourahamane Tchiani
Abdourahamane Tchiani   (Toukounous, c. 1961) (també conegut com a Omar Tchiani) és un general de brigada de l'exèrcit nigerí, excomandant de la guàrdia presidencial nigerina i posteriorment dictador del seu país.
Va tenir un paper clau en el cop d'estat del Níger de 2023 en arrestar el president Mohamed Bazoum. Posteriorment es va proclamar a si mateix «President del Consell Nacional per a la Salvaguarda de la Pàtria», el 28 de juliol de 2023.

## Biografia

### Joventut
Abdourahamane Tchiani és de la regió de Tillabéri, una de les principals àrees de reclutament per a l'exèrcit nigerí a l'oest del país. Es va incorporar a l'exèrcit l'any 1984 i va estudiar a l'Escola Nacional d'Oficials Actius de Thiès, Senegal.

### Carrera militar
Abans de convertir-se en comandant de la guàrdia presidencial, va dirigir forces a les regions de Zinder, Agadez i Diffa on va combatre el narcotràfic. El 1989, va ser el primer oficial que va arribar al lloc de l'accident del vol 772 de la UTA, fet pel qual va ser condecorat. També va servir en missions de pau de l'ONU a la Costa d'Ivori, el Sudan i la República Democràtica del Congo.
El 2011, va assumir el comandament de la guàrdia presidencial i va ser un aliat proper del llavors president Mahamadou Issoufu, que el va ascendir a general el 2018. El 2015, Tchiani va ser acusat d'estar involucrat en un intent de cop d'estat contra Issoufu, però va negar els càrrecs al tribunal.
El 2021, va dirigir la unitat per frustrar un intent de cop d'estat; en aquell moment, una unitat militar va intentar apoderar-se del palau presidencial dos dies abans que Issoufu renunciés per donar pas al seu successor elegit democràticament, Mohamed Bazoum, que va mantenir Tchiani al seu càrrec.

### Cop d'Estat
El 26 de juliol de 2023, Tchiani va dirigir els guàrdies presidencials per detenir Bazoum al palau presidencial de la capital, Niamey, com a part del cop d'estat del Níger de 2023. Segons s'informa, el cop va ser dirigit per Tchiani, de qui es va dir que Bazoum havia planejat rellevar de la seva posició. Fonts properes a Bazoum van dir que havia decidit l'acomiadament de Tchiani en una reunió del gabinet el 24 de juliol, ja que, segons s'informa, les relacions s'havien tornat tenses.
El 28 de juliol, Tchiani es va proclamar a si mateix president del Consell Nacional per a la Salvaguarda de la Pàtria en un discurs a la televisió estatal. Va dir que el cop es va dur a terme per evitar «la desaparició gradual i inevitable» del país, i va dir que Bazoum havia intentat ocultar «la dura realitat» del país, que va descriure com «un munt de morts, desplaçats, humiliació i frustració». També va criticar l'estratègia de seguretat del govern per la seva suposada ineficàcia, però no va donar una data per al retorn al govern civil.